# کتو لوسابریدزه
کتو لوسابریدزه (گرجی: ქეთევან ლოსაბერიძე؛ زادهٔ ۱ اوت ۱۹۴۹ – ۲۳ ژانویهٔ ۲۰۲۲) کماندار گرجی‌تبار اهل اتحاد جماهیر شوروی سوسیالیستی بود.
وی در مسابقات کشوری و بین‌المللی در مجموع برندهٔ ۷ مدال طلا شده بود.